# Єрмакова-Луньова Анна Володимирівна
Анна Володимирівна Єрмакова-Луньова (1 жовтня 1991) — українська легкоатлетка, що спеціалізується у стрибках в довжину, учасниця Олімпійських ігор 2016 року.

## Основні досягнення
| Рік  | Чемпіонат                     | Місце проведення         | Місце  | Результат |
| ---- | ----------------------------- | ------------------------ | ------ | --------- |
| 2010 | Чемпіонат світу серед юніорів | Монктон, Канада          | 5      | 6.06 м    |
| 2016 | Олімпійські ігри              | Ріо-де-Жанейро, Бразилія | 31 (q) | 6.15 м    |